# Serie GeForce 4
La serie GeForce 4 (nombres en clave a continuación) se refiere a la cuarta generación de unidades de procesamiento de gráficos (GPU) de la marca GeForce fabricadas por Nvidia. Hay dos familias GeForce4 diferentes, la familia Ti de alto rendimiento y la familia MX económica. La familia MX generó una familia GeForce4 Go (NV17M) en su mayoría idéntica para el mercado de las computadoras portátiles. Las tres familias se anunciaron a principios de 2002; los miembros dentro de cada familia se diferenciaron por las velocidades del reloj del núcleo y de la memoria. A fines de 2002, hubo un intento de formar una cuarta familia, también para el mercado de computadoras portátiles, siendo el único miembro de la misma la GeForce4 4200 Go (NV28M) que se derivó de la línea Ti.

## GeForce4 Ti

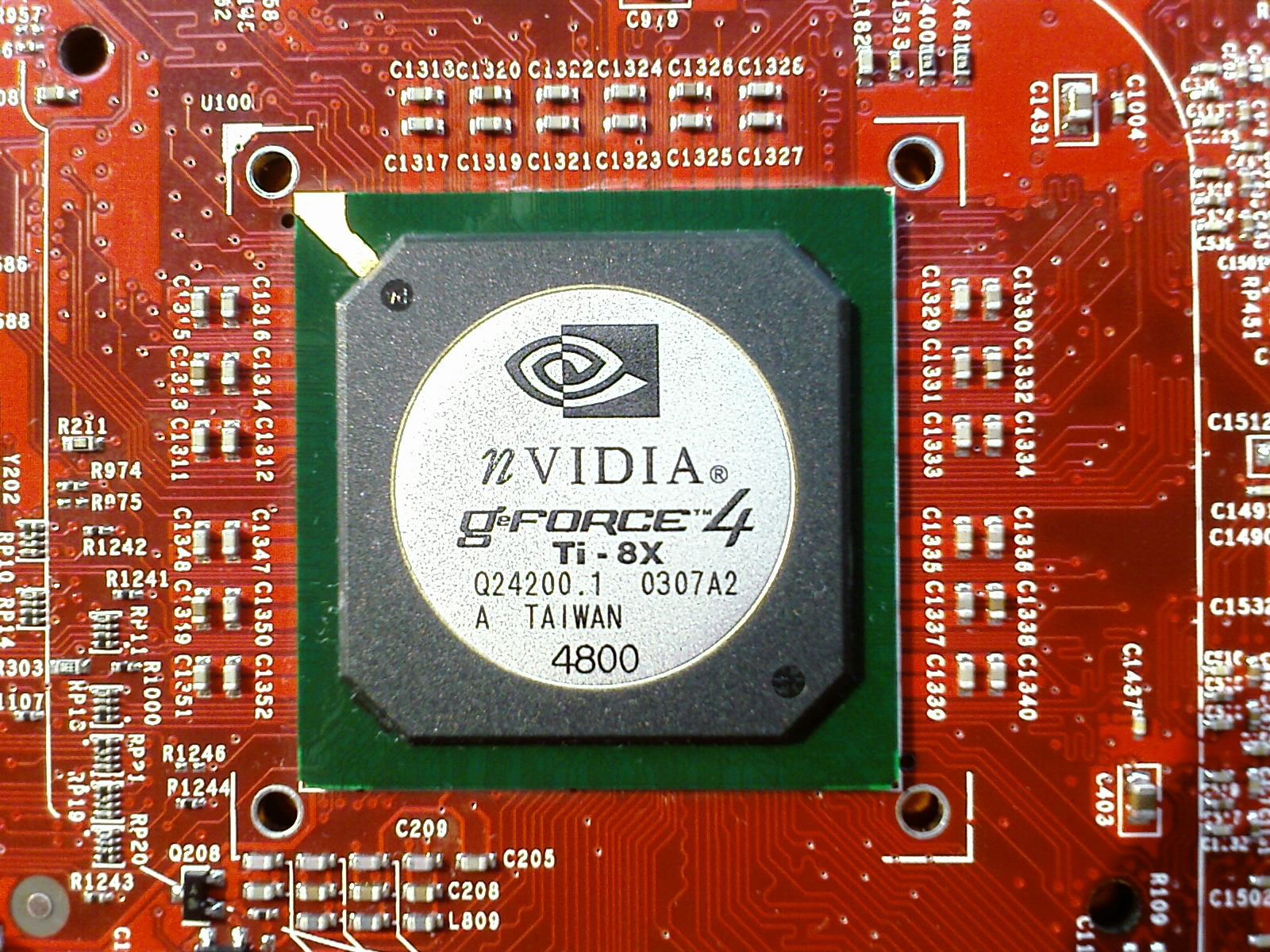
GPU GeForce4 Ti 4800 (NV28 Ultra)

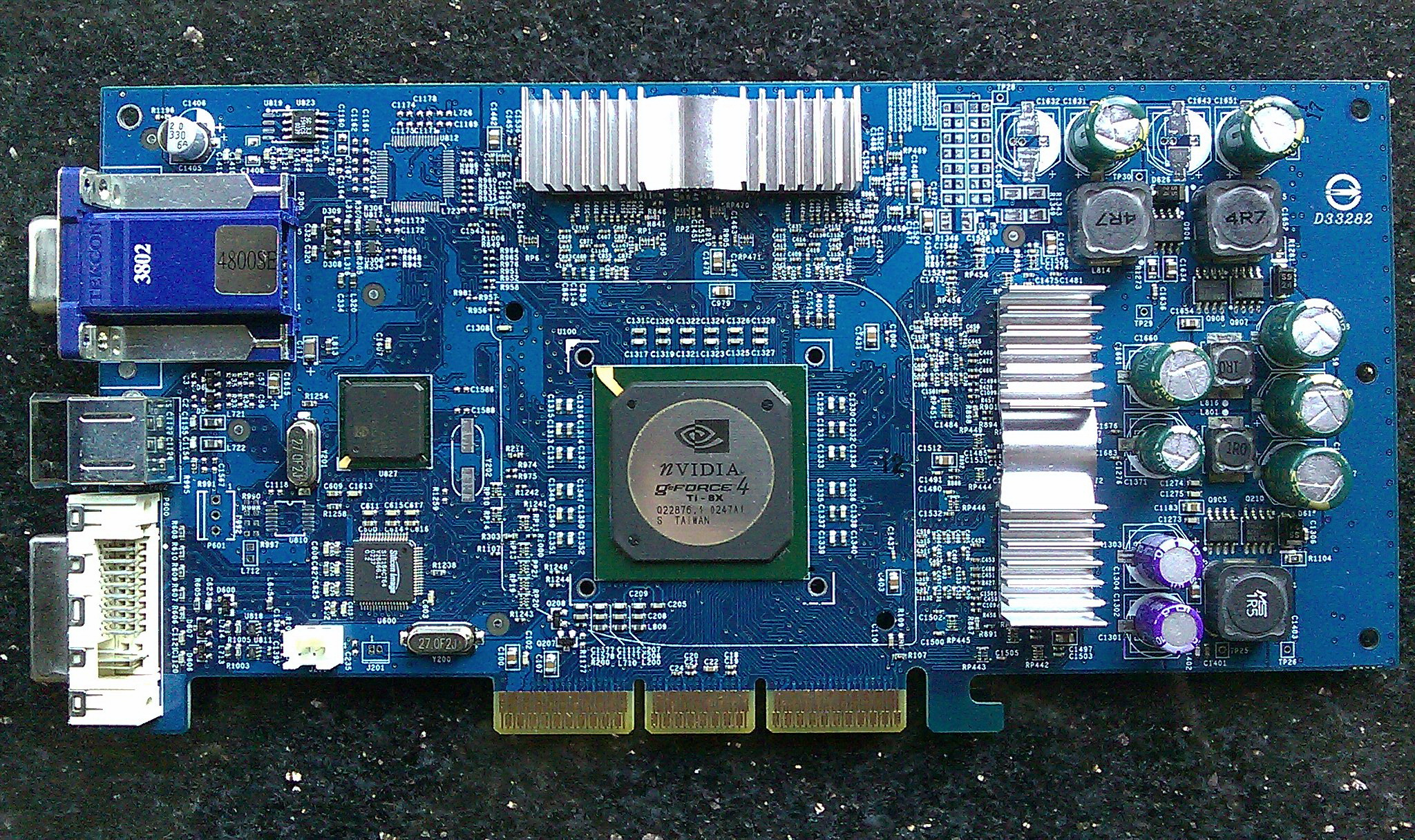
Albatron GeForce4 Ti 4800SE

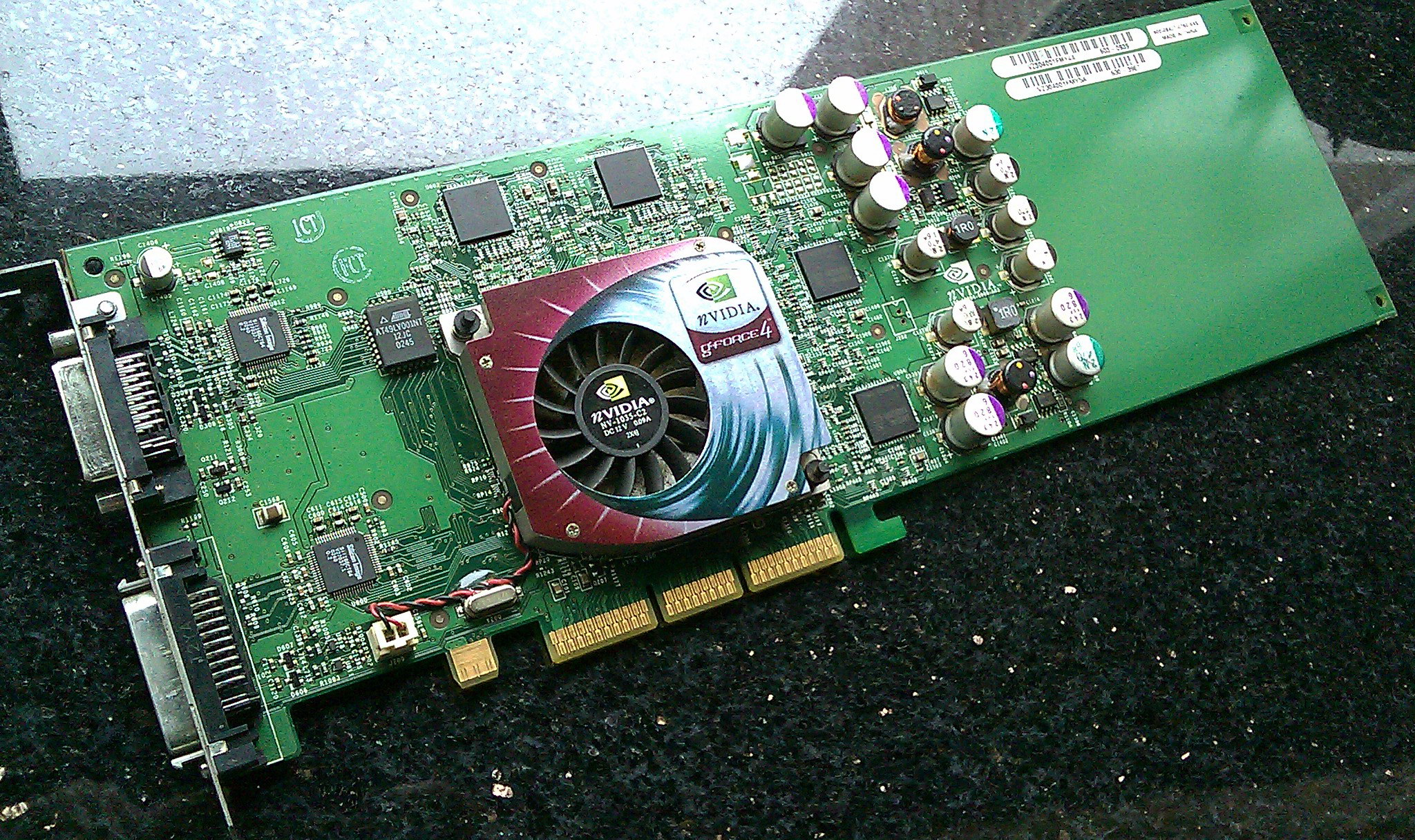
GeForce4 Ti 4600 Mac

### Arquitectura
La GeForce4 Ti (NV25) se lanzó en febrero de 2002 y fue una revisión de la GeForce 3 (NV20). Era muy similar a su predecesor; las principales diferencias fueron velocidades de reloj de memoria y núcleo más altas, un controlador de memoria revisado (conocido como Lightspeed Memory Architecture II), sombreadores de píxeles actualizados con nuevas instrucciones para la compatibilidad con Direct3D 8.0a, un sombreador de vértice adicional (el vértice y los sombreadores de píxeles ahora se conocían como nFinite FX Engine II), suavizado de hardware (Accuview AA) y reproducción de DVD. Legacy Direct3D 7-class de funciones fijas T&L ahora se implementó como sombreadores de vértices. El soporte adecuado para dos monitores (TwinView) también se trajo de la GeForce 2 MX. La GeForce 4 Ti fue superior a la GeForce 4 MX en prácticamente todos los aspectos excepto por el costo de producción, aunque la MX tenía el Nvidia VPE (motor de procesamiento de video) del que carecía la Ti.

### Modelos
Los dos modelos iniciales fueron el Ti4400 y el tope de gama Ti4600. En el momento de su presentación, los principales productos de Nvidia eran la GeForce 2 MX de nivel básico, los modelos GeForce4 MX de gama media (lanzados al mismo tiempo que la Ti4400 y la Ti4600) y la GeForce 3, más antigua pero aún de alto rendimiento (degradada a la categoría gama media alta o nicho de rendimiento). Sin embargo, la Radeon 8500LE de ATI era algo más económica que la Ti4400 y superaba a sus competidores en precio, la GeForce 3 Ti200 y la GeForce4 MX 460. La GeForce 3 Ti500 llenó la brecha de rendimiento entre la Ti200 y la Ti4400, pero no se pudo producir lo suficientemente económica como para competir con la Radeon 8500.
En consecuencia, Nvidia lanzó un modelo un poco más económico: el Ti4200. Aunque inicialmente se suponía que el 4200 sería parte del lanzamiento de la línea GeForce4, Nvidia había retrasado su lanzamiento para vender los chips GeForce 3 que pronto serían descontinuados. En un intento por evitar que la Ti4200 dañara las ventas de la Ti4400, Nvidia fijó la velocidad de la memoria de la Ti4200 en 222 MHz en los modelos con un búfer de cuadro de 128 MiB, 53 MHz más lento que la Ti4400. (todos los cuales tenían búferes de cuadro de 128 MiB). Los modelos con un búfer de cuadros de 64 MiB se configuraron con una velocidad de memoria de 250 MHz. Sin embargo, esta táctica no funcionó por dos razones. En primer lugar, se percibía que la Ti4400 no era lo suficientemente buena para aquellos que querían el máximo rendimiento (que preferían la Ti4600), ni para aquellos que querían una buena relación calidad-precio (que generalmente elegían la Ti4200), lo que provocó que la Ti4400 se convirtiera en un punto medio sin sentido de los dos. Además, algunos fabricantes de tarjetas gráficas simplemente ignoraron las pautas de Nvidia para la Ti4200 y establecieron la velocidad de la memoria en 250 MHz en los modelos de 128 MiB de todos modos.
Luego, a fines de 2002, el núcleo NV25 fue reemplazado por el núcleo NV28, que solo se diferenciaba por la adición del soporte AGP-8X. El Ti4200 con soporte AGP-8X se basó en este chip y se vendió como Ti4200-8X. Un Ti4800SE reemplazó al Ti4400 y un Ti4800 reemplazó al Ti4600 respectivamente cuando se introdujo el núcleo 8X AGP NV28 en estos.
El único derivado móvil de la serie Ti fue la GeForce4 4200 Go (NV28M), lanzada a fines de 2002. La solución presentaba el mismo conjunto de funciones y un rendimiento similar en comparación con el Ti4200 basado en NV28, aunque la variante móvil tenía una frecuencia más baja. Superó a Mobility Radeon 9000 por un amplio margen, además de ser la primera solución de gráficos para portátiles DirectX 8 de Nvidia. Sin embargo, debido a que la GPU no fue diseñada para el espacio móvil, tenía una salida térmica similar a la de la computadora de escritorio. La 4200 Go también carecía de circuitos de ahorro de energía como la serie GeForce4 4x0 Go basada en MX o la Mobility Radeon 9000. Esto causó problemas a los fabricantes de portátiles, especialmente en lo que respecta a la duración de la batería.

### Rendimiento
La GeForce4 Ti superó a la antigua GeForce 3 por un margen significativo. La ATI Radeon 8500 de la competencia fue generalmente más rápida que la línea GeForce 3, pero fue eclipsada por la GeForce 4 Ti en todas las áreas excepto en el precio y la compatibilidad más avanzada con el sombreador de píxeles (1.4). Nvidia, sin embargo, perdió la oportunidad de dominar el segmento de rango superior/rendimiento al retrasar el lanzamiento del Ti4200 y al no implementar modelos de 128 MiB lo suficientemente rápido; de lo contrario, el Ti4200 era más barato y más rápido que el anterior GeForce 3 y Radeon 8500 de primera línea. Además de la introducción tardía del Ti4200, el lanzamiento limitado de los modelos de 128 MiB de la GeForce 3 Ti200 resultaron poco impresionantes, lo que permitió que la Radeon 8500LE e incluso la 8500 completa dominaran el rendimiento de rango superior durante un tiempo. La Matrox Parhelia, a pesar de tener varias capacidades de DirectX 9.0 y otras características innovadoras, era como máximo competitiva con la GeForce 3 y la GeForce 4 Ti 4200, pero tenía el mismo precio que la Ti 4600 a US$399.
La GeForce 4 Ti4200 disfrutó de una longevidad considerable en comparación con sus pares de frecuencias más altas. A la mitad del costo de la 4600, la 4200 mantuvo el mejor equilibrio entre precio y rendimiento hasta el lanzamiento de la ATI Radeon 9500 Pro a fines de 2002.  El Ti4200 aún logró mantenerse firme frente a varios chips DirectX 9 de próxima generación lanzados a fines de 2003, superando a GeForce FX 5200 y FX 5600 de rango medio, y funcionando de manera similar al Radeon 9600 Pro de rango medio en algunas situaciones.  

## GeForce4 MX

### Arquitectura

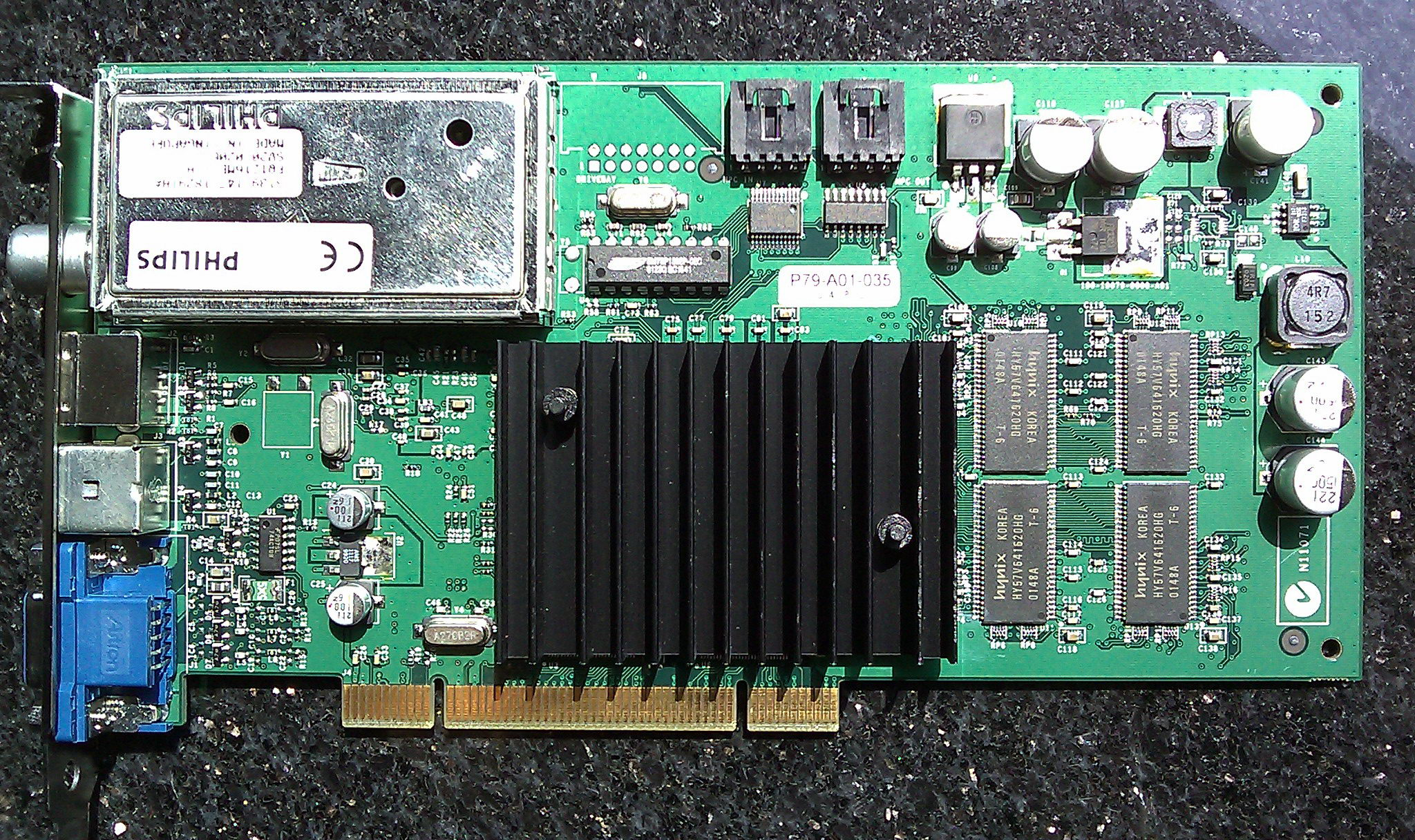
GeForce4 MX420

Aunque su linaje era de la GeForce2 de la generación anterior, la GeForce4 MX incorporó técnicas de ahorro de ancho de banda y velocidad de llenado, compatibilidad con dos monitores y una unidad de suavizado de muestreo múltiple de la serie Ti; el controlador de memoria DDR de 128 bits mejorado fue crucial para resolver las limitaciones de ancho de banda que afectaban a las líneas GeForce 256 y GeForce2. También debe parte de su herencia de diseño a los productos CAD de gama alta de Nvidia, y en aplicaciones no relacionadas con juegos de rendimiento crítico fue notablemente eficaz. El ejemplo más notable es AutoCAD, en el que GeForce4 MX arrojó resultados dentro de un porcentaje de un solo dígito de las tarjetas GeForce4 Ti varias veces el precio.
Muchos criticaron el nombre GeForce4 MX como una estrategia de marketing engañosa, ya que era menos avanzada que la GeForce3 anterior. En el cuadro de comparación de características entre las líneas Ti y MX, se mostró que la única "característica" que faltaba en el MX era el motor nfiniteFX II — los sombreadores de píxeles y vértices programables de DirectX 8. Sin embargo, la GeForce4 MX no era una GeForce4 Ti sin el hardware de sombreado, ya que el rendimiento de la MX en juegos que no usaban sombreadores estaba considerablemente por debajo de la GeForce4 Ti y la GeForce3.
A pesar de las duras críticas de los entusiastas de los juegos, la GeForce4 MX fue un éxito en el mercado. Con un precio un 30% superior al de la GeForce2 MX, ofrecía un mejor —, la capacidad de jugar una serie de juegos populares que la GeForce2 no podía ejecutar bien — encima de todo— para el no especialista medio sonaba como si fuera un "verdadero GeForce4 — es decir, una GeForce4 Ti. La GeForce4 MX fue particularmente exitosa en el mercado OEM de PC y reemplazó rápidamente a la GeForce2 MX como la GPU más vendida.
En aplicaciones de video en movimiento, la GeForce4 MX ofreció una nueva funcionalidad. Este (y no la GeForce4 Ti) fue el primer miembro de GeForce en presentar Nvidia VPE (motor de procesamiento de video). También fue la primera GeForce en ofrecer hardware-iDCT y decodificación VLC (código de longitud variable), lo que convierte a VPE en una importante actualización del HDVP anterior de Nvidia. En la aplicación de reproducción de MPEG-2, VPE finalmente podría competir cara a cara con el motor de video de ATI.

### Modelos

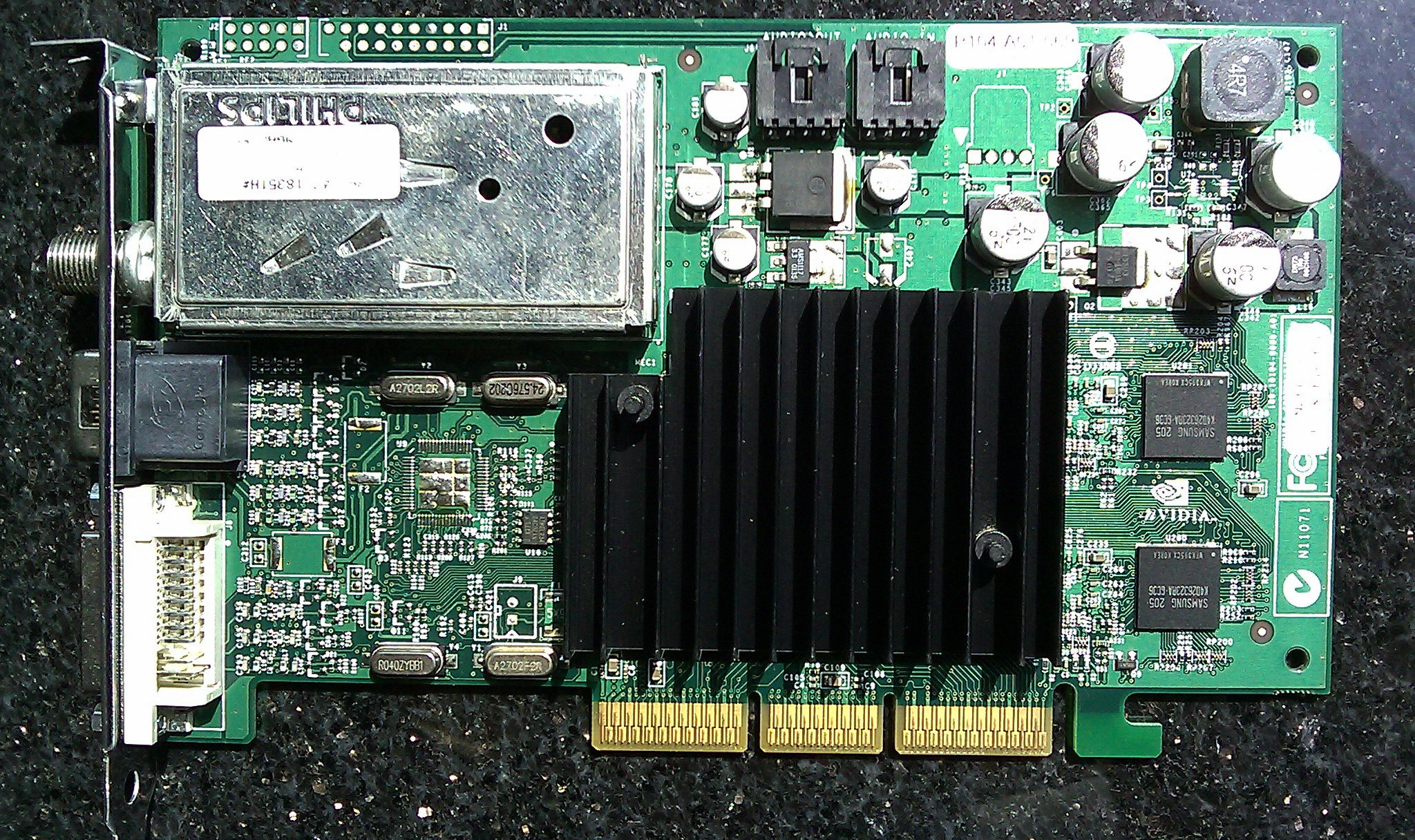
GeForce4 MX440

Había 3 modelos iniciales: el MX420, el MX440 y el MX460. El MX420 solo tenía memoria de velocidad de datos única (SDR) y fue diseñado para PC de gama muy baja, reemplazando a GeForce2 MX100 y MX200. La GeForce4 MX440 fue una solución OEM para el mercado masivo que reemplazó a la GeForce2 MX/MX400 y la GeForce2 Ti. La GeForce4 MX460 inicialmente estaba destinada a ubicarse entre la MX440 y la Ti4400, pero la incorporación tardía de la Ti4200 a la línea a un precio muy similar (combinada con la GeForce3 Ti200 existente y la Radeon 8500LE/9100 de ATI, que también eran similares precio) impidió que el MX460 fuera realmente competitivo, y el modelo pronto se desvaneció.
En términos de rendimiento 3D, la MX420 se desempeñó solo ligeramente mejor que la GeForce2 MX400 y por debajo de la GeForce2 GTS. Sin embargo, esto nunca fue realmente un gran problema, considerando su público objetivo. Lo más parecido a un competidor directo que tenía el MX420 era la Radeon 7000 de ATI. En la práctica, sus principales competidores eran las soluciones gráficas integradas en chipset, como el 845G de Intel y el nForce 2 de Nvidia, pero su principal ventaja sobre ellos era la compatibilidad con varios monitores; Las soluciones de Intel no tenían esto en absoluto, y la compatibilidad con varios monitores de nForce 2 era muy inferior a la que ofrecía la serie MX.

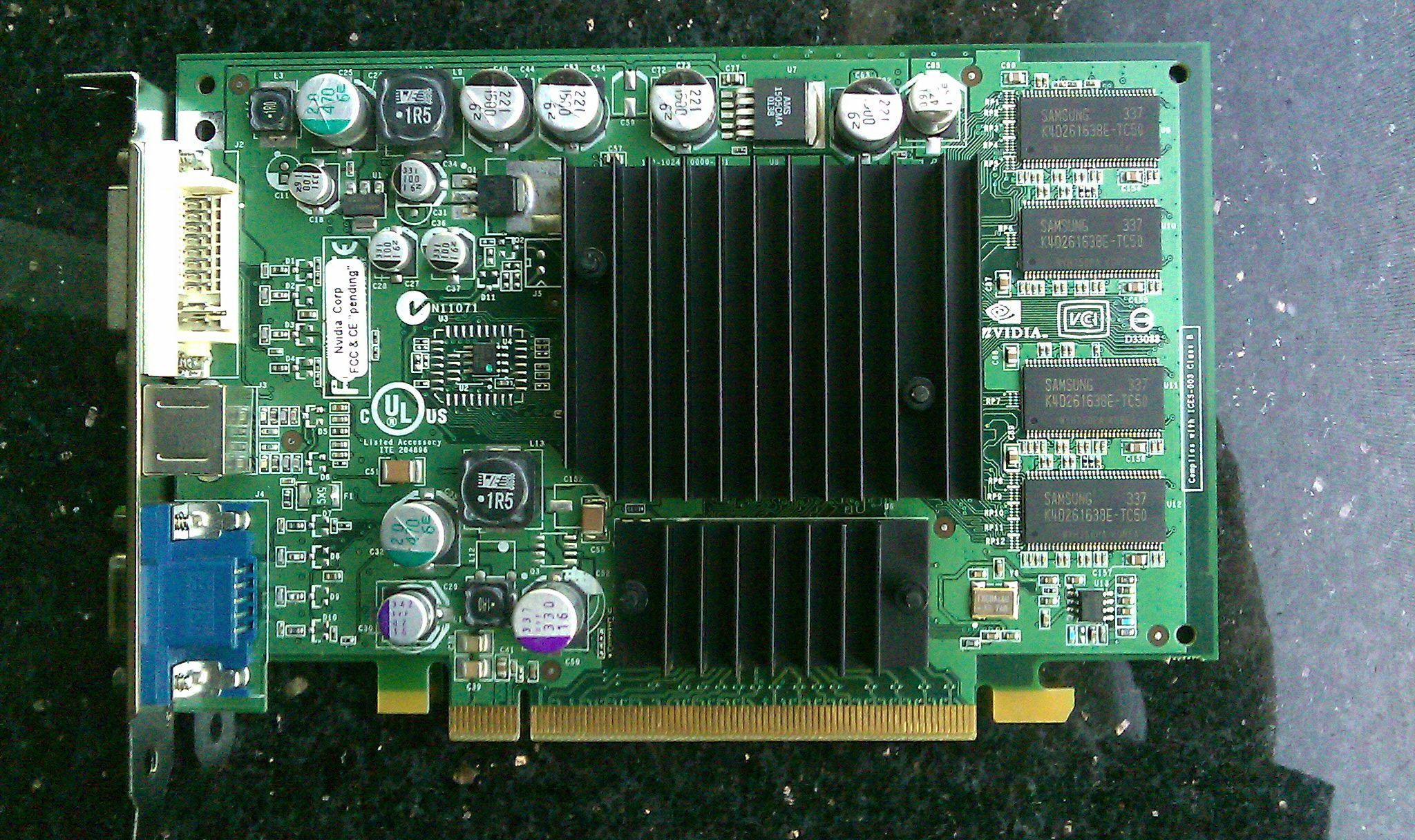
NVIDIA GeForce PCX 4300

El MX440 se desempeñó razonablemente bien para su público objetivo, superando a su competidor más cercano, el ATI Radeon 7500, así como a los descontinuados GeForce2 Ti y Ultra. Cuando ATI lanzó su Radeon 9000 Pro en septiembre de 2002, se desempeñó casi igual que el MX440, pero tenía ventajas cruciales con un mejor rendimiento de textura única y soporte adecuado de sombreadores de DirectX 8. Sin embargo, el 9000 no pudo romper el control arraigado del MX440 en el mercado OEM. La respuesta final de Nvidia a la Radeon 9000 fue la GeForce FX 5200, pero a pesar de las funciones de DirectX 9 de la 5200, no tuvo un aumento significativo en el rendimiento en comparación con la MX440, incluso en juegos DirectX 7.0. Esto mantuvo el MX440 en producción mientras que el 5200 se suspendió.
La GeForce4 Go se derivó de la línea MX y se anunció junto con el resto de la línea GeForce4 a principios de 2002. Estaba el 420 Go, 440 Go y 460 Go. Sin embargo, ATI los había vencido en el mercado con la Mobility Radeon 7500 de rendimiento similar, y más tarde con la Mobility Radeon 9000 compatible con DirectX 8.0. (A pesar de su nombre, el 4200 Go de corta duración no forma parte de esta línea, sino que se derivó de la línea Ti.)
Al igual que la serie Ti, el MX también se actualizó a fines de 2002 para admitir AGP-8X con el núcleo NV18. Los dos nuevos modelos fueron el MX440-8X, que tenía una frecuencia un poco más rápida que el MX440 original, y el MX440SE, que tenía un bus de memoria más estrecho y estaba destinado a reemplazar al MX420. El MX460, que había sido descontinuado en este punto, nunca fue reemplazado. Otra variante siguió a fines de 2003 — la MX 4000, que era una GeForce4 MX440SE con un reloj de memoria ligeramente superior.
La línea GeForce4 MX recibió una tercera y última actualización en 2004, con la PCX 4300, que era funcionalmente equivalente a la MX 4000 pero con soporte para PCI Express . A pesar de su nuevo nombre en clave (NV19), el PCX 4300 era de hecho simplemente un núcleo NV18 con un chip BR02 que conectaba la interfaz AGP nativa del NV18 con el bus PCI-Express.

## Compatibilidad con el controlador GeForce4 Go
Esta familia es un derivado de la familia GeForce4 MX, producida para el mercado de portátiles. La familia GeForce4 Go, en cuanto a rendimiento, puede considerarse comparable a la línea MX.
Una posible solución a la falta de soporte de controladores para la familia Go son los controladores Omega de terceros. El uso de controladores de terceros puede, entre otras cosas, invalidar las garantías. Los controladores Omega no son compatibles con los fabricantes de portátiles, los ODM de portátiles ni con Nvidia. Nvidia intentó emprender acciones legales contra una versión de Omega Drivers que incluía el logotipo de Nvidia.

## Soporte discontinuado
Nvidia ha dejado de admitir controladores para la serie GeForce 4.

### Controladores finales
- Windows 9x y Windows Me: 81.98 lanzado el 21 de diciembre de 2005; Descargar ;

Lista de soporte de productos Windows 95/98/Me – 81.98.
- Windows 2000, Windows XP de 32 bits, Windows XP de 64 bits y Media Center Edition: 93.71 lanzado el 2 de noviembre de 2006; Descargar
- Windows 2000, Windows XP de 32 bits, Windows XP de 64 bits y Media Center Edition: 93.81 (beta) lanzado el 28 de noviembre de 2006; Descargar

(Lista de productos admitidos también en esta página)
Archivo de controladores de Windows 95/98/Me
Archivo de controladores de Windows XP/2000
- Linux/BSD/Solaris: 96.43.xx

Archivo de controladores Unix